# Wladimir Wladimirowitsch Jakuschew

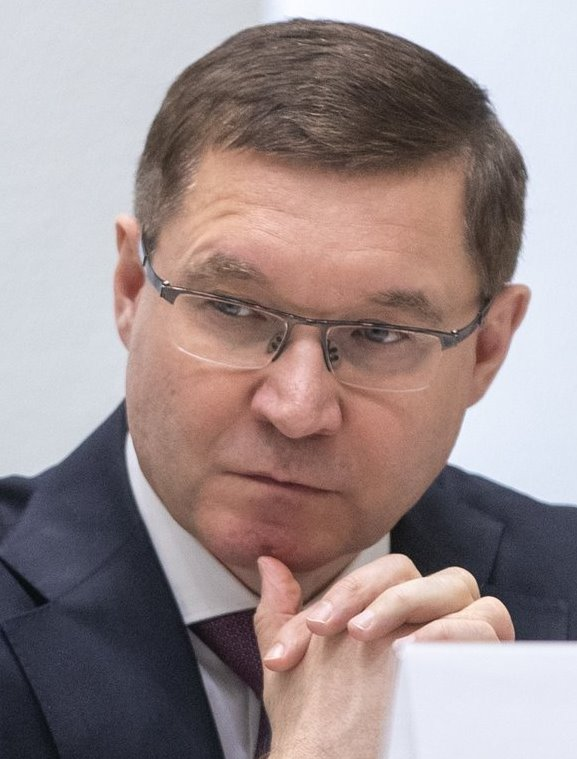
Wladimir Jakuschew (2018)

Wladimir Wladimirowitsch Jakuschew (russisch Владимир Владимирович Якушев; * 14. Juni 1968 in Neftekamsk, Baschkirische ASSR, Sowjetunion) ist ein russischer Politiker und Jurist. Er war von 2005 bis 2018 Gouverneur der Oblast Tjumen und von 2018 bis 2020 Bauminister der Russischen Föderation. Seit 2020 ist er bevollmächtigter Vertreter des Präsidenten im Föderationskreis Ural.

## Leben
Jakuschew stammt aus der Familie eines Berufskraftfahrers. Im Alter von sieben Jahren zog er mit seiner Familie nach Nadym, wo er die Schule beendete. 1985 begann er eine einjährige Ausbildung an der Pskower Filiale des Leningrader Polytechnischen Instituts. Von 1986 bis 1988 diente er in der Sowjetarmee und schloss 1993 erfolgreich die Staatliche Universität Tjumen als Rechtswissenschaftler ab. 1997 absolvierte eine zweite höhere Ausbildung als Wirtschaftswissenschaftler auf dem Gebiet des Finanz- und Kreditwesens. Er promovierte 2005 als Doktor der Ökonomie an der Universität Tjumen.
Ab 1993 arbeitete er als Jurist in der Jamal-Nenzen-Filiale der Westsibirischen Kommerzbank in Nadym. Von 1995 bis 1997 war er dort Filialdirektor und von Mai 1997 bis April 1998 Vizepräsident der Bank sowie Direktor der Filiale Salechard. Am 29. April 1998 stieg er zum Präsidenten der Westsibirischen Kommerzbank auf. 2001 nahm Jakuschew eine administrative Tätigkeit in der Oblast Tjumen auf. Am 13. Juni 2001 wurde er zum stellvertretenden Gouverneur ernannt. Im März 2005 wurde er 1. Stellvertreter des Verwaltungschefs von Tjumen, trat am 14. April 2005 das Bürgermeisteramt der Stadt an und wurde gleichzeitig Abgeordneter der Stadtduma Tjumens. Vom 28. November 2005 bis 18. Mai 2018 war er Gouverneur der Oblast Tjumen.
Am 2. Dezember 2007 trat er für die Partei Einiges Russland zur Wahl der Staatsduma der Russischen Föderation an. Nach der Wahl lehnte er das Abgeordnetenmandat ab. Am 12. Oktober 2010 trat er auf Vorschlag des Präsidenten Medwedjew seine zweite fünfjährige Amtszeit als Gouverneur der Oblast Tjumen an. Am 4. Dezember 2011 kandidierte er erneut als Abgeordneter der Staatsduma und lehnte nach der Wahl abermals das Mandat ab. Am 17. Mai 2014 beantragte er beim amtierenden Präsidenten Putin seinen Rücktritt und stellte sich am 14. September 2014 zur Wiederwahl. Durch seinen Sieg mit 85,5 % der abgegebenen Stimmen wurde er erneut Gouverneur der Oblast Tjumen. Am 18. Mai 2018 wurde er zum Minister für Bauwesen, Wohnungs- und Kommunalwirtschaft Kabinett Medwedew II ernannt. Auch im Kabinett Mischustin I hatte er dieses Amt inne, bis er am 9. November 2020 entlassen wurde. Am selben Tag wurde er zum bevollmächtigten Vertreter des Präsidenten im Föderationskreis Ural ernannt. Am 7. Dezember 2020 wurde Jakuschew zum Wirklicher Staatsrat 1. Klasse der Russischen Föderation befördert.
Jakuschew ist seit 2009 Vorstandsmitglied des russischen Biathlonverbandes. Er ist verheiratet und Vater zweier Kinder.
Am 6. April 2022 wurde Jakuschew auf eine Sanktionsliste der Vereinigten Staaten gesetzt.

## Auszeichnungen
- Orden der Ehre (2008)
- Verdienstorden für das Vaterland 4. Klasse (2012)
- weitere Medaillen